# Kempston Micro Electronics
Kempston Micro Electronics va ser una empresa d'electrònica de consum especialitzada en joysticks i altres perifèrics d'ordinadors domèstics durant els anys 1980. Kempston estava situada a Kempston, Bedfordshire, Anglaterra.

## Interfícies

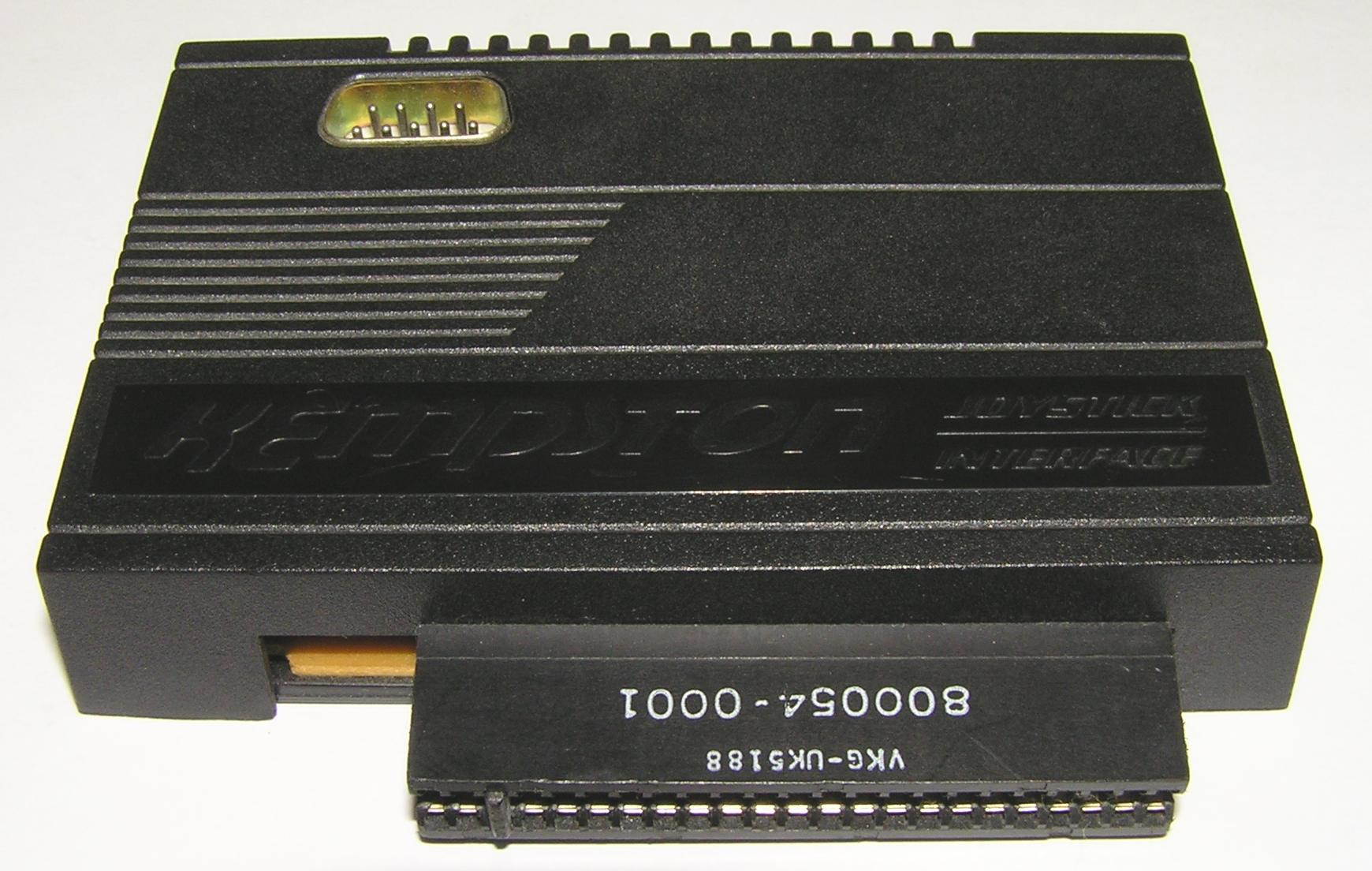
Interfície de joystick Kempston.

Kempston ha produït una sèrie d'interfícies de joystick per al Sinclair ZX Spectrum que permetrien utilitzar joysticks normals d'estil Atari amb connectors DE-9, però implementant el seu propi estàndard de control, que va presentar l'estat del joystick al bus del Z80 al port 31 (llegit en BASIC amb IN 31). Això significava que la palanca de control no va produir pulsació de tecles, com els altres estàndards; el mètode va ser pres ràpidament per altres fabricants d'interfícies i es va tornar bastant popular.

## Línia de productes
- 2-Slot Motherboard
- Joysticks Competition
- Joysticks Formula 1 i 2
- Joysticks Pro 1000, 3000 i 5000
- Joystick Junior Pro
- Joystick Scoreboard
- Joystick & Interface Lightning
- Kempston Centronics Interface E
- Kempston Centronics Interface S
- Kempston Disc Interface
- Kempston Joystick Interface
- Kempston PPI Port
- Kempston Pro Joystick Interface
- Kempston RS232 Interface

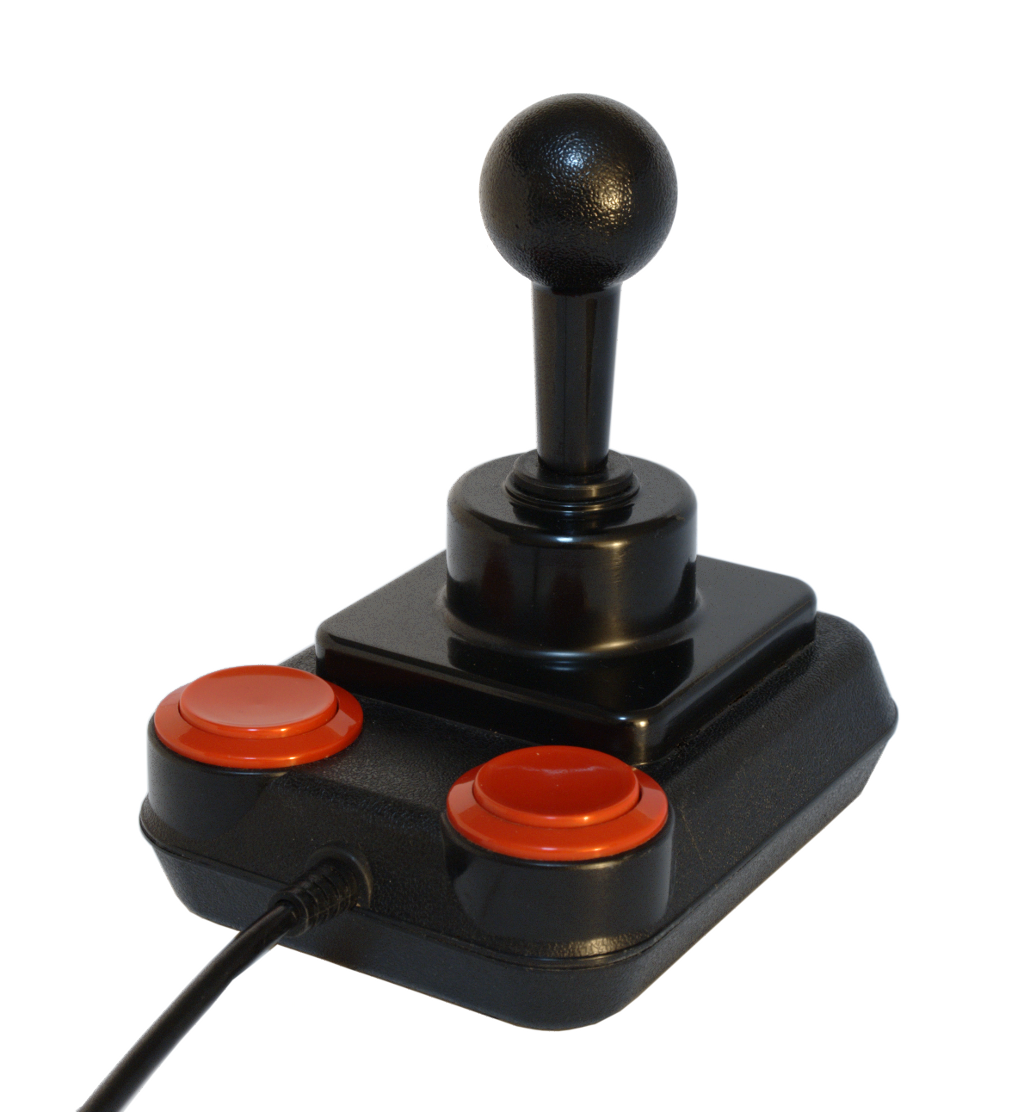
Joystick Competition Pro (primera versió).

- Kempston Tri-State Joystick Interface
- Mouse Kempston
- Stackable Connector